# Argyrosticta satana
Argyrosticta satana là một loài bướm đêm trong họ Noctuidae.